# Juan José Cobo
Juan José Cobo Acebo (født 11. februar 1981) er en spansk tidligere professionel landevejsrytter.
Acebo blev professionel i 2004. Han vandt Baskerlandet Rundt sammenlagt i 2007,[kilde mangler] hvor han også fik to etapesejre.[kilde mangler] Juan Josa Cobo vandt tillige Vuelta a España 2011[kilde mangler] foran Chris Froome og Bradley Wiggins. I juni 2019 fandt Den Internationale Cykelunion (UCI) skyldig i brug af doping, hvorfor han fik frataget sin sejr ved Vuelta a España 2011.